# عزت عبد المجيد خطاب
عزت عبد المجيد خطاب باحث ومترجم سعودي متخصص في الشعر الإنجليزي، ولد في المدينة المنورة عام 1934م، وصدرت له العديد من المؤلفات الأدبية من بينها: (قلق المقارنة)، و(حوارات النص: دراسات في الأدب المقارن).

## التعليم
- تلقى تعليمه العام في المدينة المنورة.
- حاصل على درجة البكالوريوس من قسم اللغة الإنجليزية جامعة القاهرة عام 1958م.
- حاصل على دبلوم الدراسات العليا جامعة «ليدس» المملكة المتحدة.
- حاصل على درجة الماجستير في اللغة الإنجليزية وآدابها من جامعة «ميتشغن» في الولايات المتحدة عام 1965م.
- حاصل على درجة الدكتوراه في الأدب الإنجليزي (تخصص شعر القرن التاسع عشر) من جامعة «نيو مكسيكو» الولايات المتحدة عام 1969م.[4]

## العمل
- عمل معيداً في جامعة الملك سعود عام 1378هـ.
- عمل أستاذاً مساعداً في جامعة الملك سعود عام 1389هـ.
- عمل أستاذاً مشاركاً في جامعة الملك سعود عام 1396هـ.
- عمل أستاذاً في جامعة الملك سعود عام 1405هـ.[5]
- عمل رئيساً لقسم اللغة الإنجليزية وآدابها في جامعة الملك سعود.
- عمل رئيساً لمركز البحوث بكلية الآداب في جامعة الملك سعود.
- عمل رئيساً لتحرير مجلة كلية الآداب في جامعة الملك سعود.
- عمل مشرفاً على البرنامج الإنجليزي بإذاعة الرياض لمدة عام.
- عضو مجلس إدارة النادي الأدبي بالرياض لمدة عشرين عاماً.
- عضو الجمعية الدولية للأدب المقارن.[6]

## الإصدارات
- (ملامح وصور شعرية) صدر عام 1403هـ.
- (الأدب عملية استكشاف) تأليف: لويز روزنبلات [ترجمة] صدر عن جامعة الملك سعود عام 1419هـ.[7]
- (قراءة ثانية) نصوص. صدر عن مؤسسة اليمامة الصحفية عام 2000م.[8]
- (الحجر وقصائد أخرى) مجموعة شعرية صدرت عن دار المفردات باللغة الإنجليزية عام 2005م.[9]
- (حوارات النص: دراسات في الأدب المقارن) صدر عن دار المفردات عام 2006م.[10]
- (قلق المقارنة) صدر عن دار المفردات عام 2013م.[11]
- (على ضفاف النصوص) صدر عن دار المفردات عام 2015م.[12]